# كريستيان إكلوند
كريستيان إكلوند (بالسويدية: Christian Eklund)‏ هو لاعب هوكي الجليد سويدي، ولد في 24 يوليو 1977 في Haninge Municipality ‏ في السويد.

## وصلات خارجية
- كريستيان إكلوند على موقع EliteProspects.com (الإنجليزية)
- كريستيان إكلوند على موقع Eurohockey.com (الإنجليزية)
- كريستيان إكلوند على موقع HockeyDB.com (الإنجليزية)